# Surface Duo
De Microsoft Surface Duo is een Android-smartphone met twee schermen, uitgebracht door Microsoft. Het apparaat werd aangekondigd op 2 oktober 2019 en officieel uitgebracht in de Verenigde Staten op 10 september 2020 en in Nederland in maart 2021. Het apparaat maakt het deel uit van de Microsoft Surface-serie van touchscreen apparaten en is het eerste apparaat in de lijn dat geen Windows draait. Het is ook de eerste smartphone van Microsoft sinds de stop van Microsoft Mobile en het Windows Phone-platform. Een opvolger, de Microsoft Surface Duo 2 was aangekondigd in september 2021.

## Specificaties

### Hardware
De eerste Surface Duo is een apparaat met een verticale vouwlijn en twee 5,6-inch OLED-schermen met een beeldverhouding van 4:3. Uitgevouwen vormen deze schermen een 8,1-inch oppervlak met een beeldverhouding van 3:2 en een totale resolutie van 2700×1800. Dankzij het 360-graden scharnier kan het apparaat in verschillende "houdingen" worden gebruikt, waaronder volledig uitgevouwen als een plat oppervlak, een landschapsmodus met virtueel toetsenbord dat het hele onderste scherm beslaat en het andere scherm naar achteren gevouwen voor het gebruik van een enkel scherm. Het apparaat is compatibel met Surface Pen-stylussen.
De Surface Duo wordt aangedreven door een Qualcomm Snapdragon 855 SoC met 6 GB werkgeheugen. Het apparaat bevat twee batterijen met een totale capaciteit van 3577 mAh, die elk in een aparte helft van het toestel zitten. De Surface Duo wordt verkocht in modellen met 128 en 256 GB niet-uitbreidbare interne opslag.

### Software
De Surface Duo wordt geleverd met Android 10 en is vooraf voorzien van zowel door Google als door Microsoft ontwikkelde apps. De twee schermen zijn ontworpen om te werken zoals een opstelling met meerdere monitoren op een pc; apps kunnen de twee schermen tegelijk beslaan, maar er kunnen ook twee afzonderlijke apps op elk individuele scherm getoond worden. Microsoft verklaarde dat het de bijbehorende broncode-API's voor deze functies zou bijdragen aan het Android Open Source Project (AOSP), zodat deze functionaliteit kan worden benut door andere Androidapparaten met meerdere schermen.